# 유이든
유이든(1992년 10월 22일 ~ )은 대한민국의 배우이다.

## 출연작

### 영화
- 《십개월의 미래》 (2021년) - 김김 역
- 《영시》 (2018년) - 유진 역
- 《너는 결코 서둘지 말라》 (2018년) - 20대 은미 역
- 《여자들》 (2017년) - 이든 역
- 《헤르츠》 (2016년)
- 《고열》 (2013년)

### 광고
- 스톤헨지

### 뮤직 비디오
- 잔나비 - 뜨거운 여름밤은 가고 남은 건 볼품없지만
- 잔나비 - Good Boy Twist
- 사람또사람 - 우주
- 옥상달빛 - 내가 사라졌으면 좋겠어
- 짙은 - 해바라기